# Cowin X5
Cowin X5 – samochód osobowy typu SUV klasy kompaktowej produkowany pod chińską marką Cowin w latach 2017–2020.

## Historia i opis modelu

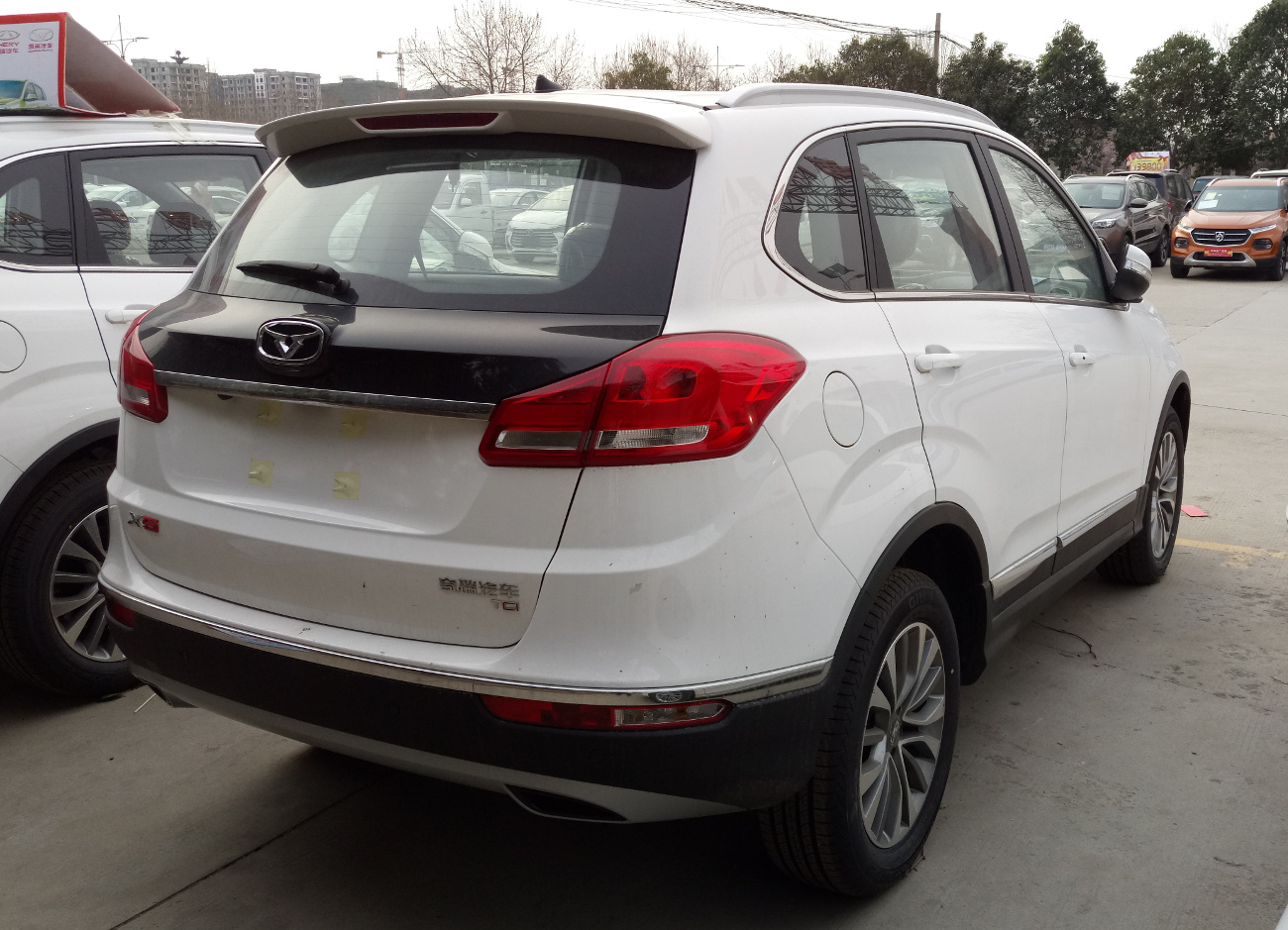
Cowin X5 - tył

Cowin X5 zadebiutował wiosną 2017 roku jako kolejny SUV w ofercie taniej marki koncernu Chery Automobile, plasując się powyżej tańszego X3. Podobnie jak inne pojazdu, został on skierowany do młodych nabywców.
Pojazd powstał jako bliźniacza konstrukcja wobec przedstawionego w 2013 roku Chery Tiggo 5, odróżniając się od niego innymi logotypami oraz detalami nadwozia. Zmodyfikowano atrapę chłodnicy i zderzaki, a także zastosowano charakterystyczną ciemną blendę pomiędzy tylnymi lampami optycznie wydłużającą szybę bagażnika.
Gamę jednostek napędowych utworzyły dwa benzynowe, czterocylindrowe silniki o pojemności 1,5-litra lub 2,0-litra. Pod kątem przekładni do wyboru udostępniono 5-biegową manualną skrzynię biegów lub automatyczną, bezstopniową przekładnię CVT.

### Sprzedaż
Cowin X5, podobnie jak inne modele budżetowej marki Cowin, powstał z myślą o wewnętrznym rynku chińskim. Dostawy pierwszych egzemplarzy do nabywców rozpoczęły się w sierpniu 2017 roku, a najwyższą sprzedaż osiągnięto w kolejnym, 2018 roku sprzedaży.

### Silniki
- R4 1.5l Turbo
- R4 2.0l